# Assedio di Pavia (1302)
L'assedio di Pavia ebbe luogo nel marzo del 1302, quando l'esercito milanese guidato da Galeazzo I Visconti tentò di conquistare la città, allora retta da un regime guelfo retto dai Langosco, conti palatini di Lomello.

## Antefatti
La situazione politica pavese negli ultimi decenni del XIII secolo fu caratterizzata dagli scontri tra la fazione ghibellina, capeggiata dai Beccaria, e quella guelfa, guidata dai Langosco, conti palatini di Lomello. Tra il 1290 e il 1300 Manfredo Beccaria riuscì a imporre il suo controllo sulla città e fu nominato podestà del popolo, dei mercanti e del collegio dei notai, tuttavia nel 1300 Filippone Langosco (dopo aver sconfitto militarmente Manfredo) scacciò i Beccaria da Pavia e impose un governo capeggiato dai guelfi. Inizialmente i rapporti tra i Langosco e i Visconti furono buoni (già precedentemente, il padre di Filippone, Riccardo, aveva guidato le forze pavesi nella battaglia di Desio e aveva favorito la vittoria di Ottone Visconti e la cacciata dei Della Torre), tuttavia il fallito matrimonio tra la figlia di Matteo I Visconti Zaccarina con il Ricciardino, primogenito di Filippone, turbò i rapporti tra le due stirpi. Il Langosco mosse guerra contro Milano, ma fu fermato da Galeazzo I Visconti, che contrattaccò invadendo il territorio pavese.

## L'assedio
Nel marzo del 1302 Galeazzo I Visconti, accompagnato dal podestà di Milano, mosse con l’esercito cittadino contro Pavia. Scarse sono le informazioni che abbiamo riguardo all’azione, verosimilmente non fu tentato un blocco della città, operazione quasi impossibile senza il dispiegamento di un’adeguata flotta fluviale, che in quel momento i Visconti non disponevano, dato che Pavia poteva essere rifornita e soccorsa tramite il Po e il Ticino dalle alleate Piacenza e Cremona. Tuttavia, grazie a un attacco fulmineo, il 23 marzo, Galeazzo I quasi riuscì a conquistare Pavia. Quel giorno, infatti, i suoi uomini assaltarono una delle porte settentrionali della città, porta Santo Stefano, riuscendo anche a incendiarla, ma dopo un furioso combattimento vennero respinti dai pavesi. Non sappiamo quante perdite subirono le due parti, ma probabilmente esse non furono di lieve entità, tanto che dopo il fallimento dell’assalto Galeazzo I decise di levare l’assedio.